# Oslo
 For alternative betydninger, se Oslo (flertydig). (Se også artikler, som begynder med Oslo)
Oslo (mellem 1624 og 1925 Christiania (efter 1877/1897 også skrevet som Kristiania)) er en kommune og et eget fylke i Norge samt landets hovedstad og største by. Byen blev grundlagt i første halvdel af det 11. århundrede, og den blev hovedstad i 1314. Efter bybranden i 1624 blev byen flyttet nogle stenkast mod vest og anlagt under navnet Christiania, mens det oprindelige Oslo beholdt sit navn som et område uden for byen. Under byudvidelsen i 1859 blev forstaden Oslo indlemmet i Christiania, og fra 1925 blev Oslo igen navnet på Norges hovedstad.
Oslo er også hovedsæde for Viken fylke, men ligger selv udenfor fylket. Nabokommunerne (alle beliggende i Viken) er mod vest Bærum og Ringerike, mod nord Lunner, mod øst Nittedal, Lillestrøm, Lørenskog og Enebakk, mod syd Nordre Follo samt mod vest Nesodden med Bunnefjorden imellem.
Byen har et areal på 454 km², hvoraf 147 km² er bymæssigt bebygget, mens 307 km² ligger i Marka. Oslo kommune har 693.494 indbyggere (1. jan. 2020). Dvs. over 1.500 indbyggere pr. km². 2/3 af kommunens areal er vand- og skovområder uden for den reelle bybebyggelse, og den reelle tæthed er på 5500 indbyggere pr km². Oslos byområde har 1.019.513 indbyggere, og Osloregionen har 1.546.706 indbyggere (1. jan. 2019). Højeste punkt er Kjerkeberget, 629 meter over havet. Dette er for øvrigt også Oslos nordligste punkt.
Det Kongelige Slott, Stortinget, regeringen, Høyesterett og de fleste andre nationale, offentlige administrationsorganer ligger i Oslo.

## Historie
Oslo blev ifølge Snorres kongesaga grundlagt cirka år 1048 af kong Harald Hårderåde. Nyere arkæologiske udgravninger har påvist kristne grave fra før år 1000, og det fik byen til at fejre sit 1000 års jubilæum i 2000. I vikingetiden var området omkring Oslo en del af Danmark, og Viken udgjorde den nordligste danske provins. Den første norske konge til at tage kontrol over Viken kan have været Olav Tryggvason (norsk konge ca. 995–1000), men danske konger fortsatte med at gøre krav på Viken indtil kong Valdemar Sejr (død 1241).
Oslo blev Norges kongssæde i 1299, da kong Håkon 5. Magnusson, som tidligere havde været hertug over blandt andet Østlandet og havde sæde i Oslo, blev konge efter broderen Erik Præstehader. Han påbegyndte opførelsen af Akershus fæstning, som senere blev kongeresidens. Håkon Magnusson igangsatte en række andre byggeaktiviteter som Mariakirken og sørgede for, at byen udviklede sig gennem højmiddelalderen og fordoblede sit indbyggertal til ca. 3.500. Byen blev plyndret og brændt ned af hertug Erik af Södermanland i 1308, men den endnu ufærdige fæstning modstod belejringen. I 1314 blev Oslo Norges hovedstad, da provsten i Mariakirken i Oslo blev udnævnt til kansler og fik Rigets segl "til evig tid".
I unionstiden med Danmark (1387-1814) mistede byen sin status som hovedstad og stagnerede økonomisk. Reformationen reducerede også kirkens betydning som økonomisk magtfaktor, og tabet af arbejdspladser bidrog til byens tilbagegang.
Gennem middelalderen blev byen ramt af brande, som raserede det meste af bebyggelsen, men den blev hver gang genopført. Reformationen gjorde de fleste af byens mange kirker og klostre overflødige, og de var derfor ofre for forfald og plyndring efter bybrandene – eller de blev bevidst revet ned for at man kunne genbruge bygningsmaterialerne til andre formål. Under svenskernes belejring i 1567 blev byen også brændt. Efter en ødelæggende brand i 1624 blev byen flyttet til den modsatte side af Bjørvika efter krav fra kong Christian IV. Af byens betydelige bygninger var det blot katedralen, Sankt Hallvardskirken, og bispegården på ruinerne af det tidligere Olavskloster, der var klarede branden. Den blev genrejst som en befæstet by med bastioner med Akershus som citadel. Reguleringsplanen efter renæssancens idealer med lige og brede gader og rektangulære bygninger skulle hindre fremtidige brande. Af samme grund blev det påbudt at bygge i murværk eller udmuret bindingsværk. Samtidig fik byen navnet Christiania efter kongen. Mellem 1877 og 1925 blev navnet almindeligvis skrevet Kristiania. Navnet Oslo blev genindført i 1925.
1700-årene blev en økonomisk opgangstid med betydelig vækst i skibsfart og trælasteksport, og folketallet steg mod slutningen af unionstiden.
Christiania blev igen hovedstad i 1814, da unionen med Danmark blev opløst. 1800-tallet blev en tid med stærk ekspansion for byen, og mange offentlige bygninger blev opført: Slottet, Universitetet, Stortinget, Nationaltheatret og mange flere. Nye bydele voksede frem for at give husrum til tilflytterne, som skulle bemande de nye fabrikker i sidste halvdel af århundredet. 1. januar 1859 blev Bymarken og en del af Aker kommune med 9.551 indbyggere indlemmet i Christiania. 1. januar 1878 blev yderligere dele af Aker med 18.970 indbyggere overført til hovedstaden (som nu hed Kristiania). Baggrunden for disse byudvidelser var, at man ønskede at få reguleret de sociale og bygningsmæssige forhold i forstæderne, og man indførte murtvang for at reducere brandfaren. I 1880'erne og 1890'erne var der højkonjunktur med en hektisk byggeaktivitet, hvor meget af dagens «murby» blev rejst. Efter krakket i 1899 indtraf der en vis stilstand i byggeaktiviteterne frem til 1910/1911, hvor kommunen begyndte at engagere sig i boligbygningen.
Væksten fortsatte i noget langsommere tempo gennem 1900-tallet. En storstilet reguleringsplan fra 1930-tallet for Etterstad var delvis påbegyndt, men blev stoppet af krigen. Området blev overført fra Aker til Oslo i 1946 i forbindelse med en udbygning efter en ny plan. I 1948 øgedes arealet og folketallet betydeligt, da Aker i sin helhed blev indlemmet. De 130.976 indbyggerne fra Aker betød, at folketallet i hovedstaden på én gang steg med 46 procent. Byens rådhus stod færdigt i 1950.
Ved Masseskyderiet i Oslo i 2022 blev to personer blev dræbt og mindst 21 sårede. Skyderiet fandt sted i Oslos centrum 25. juni 2022. Det antages at være rettet mod LGBT-personer forud for Oslo Pride, og dermed udtryk for en hadforbrydelse. Arrangement var en del af den internationale markering Pride.

### Navn
Oprindelsen til navnet Oslo har været omstridt. Der er stor enighed om, at sidste led betyder slette. Det tyder på, at første led enten hentyder til åsen lige ved byen, Ekeberg, eller til det norrøne ord for «gud». De tolkninger, som er mest sandsynlige, er altså enten «sletten under åsen» eller «gudernes slette». Det er ligeledes også sikkert, at navnet intet har at gøre med «Loelva», et elvnavn, som blev konstrueret af Peder Claussøn Friis i 1613 for at forklare byens navn som «Loens ås». Byen lå ved udløbet af elven Alna, og dette har altid været elvens rigtige navn. I middelalderen blev navnet skrevet både Ásló og Ósló, og den første form er sandsynligvis den ældste.
Efter bybranden i 1624 og den nye grundlæggelse af byen på modsatte side af Bjørvika fik byen navnet Christiania efter kong Christian IV. Fra slutningen af det 19. århundrede blev også skrivemåden Kristiania taget i brug, først i statslige sammenhænge fra 1877 og derefter i kommunale fra 1897. Der blev dog aldrig foretaget nogen formel beslutning om at gå over til at skrive navnet med K, og private kunne skrive navnet på byen, som de ville. Byens navn blev ofte forkortet Xania.
I 1914 brugte det nynorske forlag Det Norske Samlaget ingen af disse skrivemåder, men det gamle bynavn Oslo i stedet. Det var selvsagt for at fremhæve det oprindeligt norske, for i modsætning til Kristiania er Oslo et sådant navn. Det oprindelige navn Oslo blev genindført fra 1. januar 1925 efter vedtagelse i bystyret. Indtil 1925 betegnede Oslo det område, hvor middelalderbyen havde ligget, et område som mod slutningen af det 19. århundrede fik bymæssig bebyggelse og kom til at ligge inden for bygrænsen i 1859. Efter byens navneforandring måtte også denne bydel have et andet navn, og fra 1925 har den heddet Gamlebyen.
Oslo bliver også kaldet "Tigerstaden" efter et digt af Bjørnstjerne Bjørnson.

## Politik
Oslo har som eneste kommune i Norge både kommunale og fylkeskommunale funktioner og opgaver. Kommunen styres efter en byparlamentarisk styringsmodel, hvor byrådet kun sidder, så længe det har tillid i den folkevalgte forsamling, bystyret. Bystyret består af 59 repræsentanter. Oslo byråd udgøres i perioden 2023-2027 af Høyre og Venstre med støtte fra Kristelig Folkeparti og Fremskrittspartiet. Høyre har haft byrådslederen i alle år siden den parlamentariske model blev indføret i 1987, med undtagelse af perioden fra 1992-1997 og 2015-2023.
Byrådet er Oslos regering – kommunens udøvende magt. Byrådet består af en byrådsleder, svarende til en regeringschef, og 6 byrådsmedlemmer, som svarer til ministre. Byrådsmedlemmerne behøver ikke være medlem af bystyret. Hvert byrådsmedlem er politisk leder af en byrådsafdeling, som kan sammenlignes med ministerier.
Byrådet leder kommunens administration, fremlægger forslag for bystyret og er ansvarligt for gennemførelse af de kommunale vedtagelser.

## Bydele
Oslo reducerede antallet af bydele fra 25 til 15 fra 1. januar 2004. De femten er:
| Bydel             | Indbyggere | Areal    | Bydelsnummer |
| Alna              | 49.801     | 13,7 km² | 12           |
| Bjerke            | 33.422     | 7,7 km²  | 9            |
| Frogner           | 59.269     | 8,3 km²  | 5            |
| Gamle Oslo        | 58.671     | 7,5 km²  | 1            |
| Grorud            | 27.707     | 5,1 km²  | 10           |
| Grünerløkka       | 62.423     | 4,8 km²  | 2            |
| Nordre Aker       | 52.327     | 13,6 km² | 8            |
| Nordstrand        | 52.459     | 16,8 km² | 14           |
| Sagene            | 45.089     | 3,1 km²  | 3            |
| St. Hanshaugen    | 38.945     | 3,6 km²  | 4            |
| Stovner           | 33.316     | 8,2 km²  | 11           |
| Søndre Nordstrand | 39.066     | 18,4 km² | 15           |
| Ullern            | 34.569     | 9,4 km²  | 6            |
| Vestre Aker       | 50.157     | 16,6 km² | 7            |
| Østensjø          | 50.806     | 12,2 km² | 13           |

Hver bydel styres politisk af et bydelsudvalg på 15 medlemmer, som udnævnes af bystyret. Som en prøveordning blev imidlertid fire af bydelsudvalgene i 1995 og 1999 valgt direkte af befolkningen for at øge den lokalpolitiske interesse. Ved kommunestyrevalgene bliver alle (15) bydelsudvalg valgt direkte af befolkningen.
Hver af bydelene har også sin egen bydelsadministration, som forbereder sager for bydelspolitikerne og iværksætter det, der besluttes. Hovedopgaven for bydelene ligger inden for socialområdet, ældreområdet og det primære sundhedsområde samt en del andre kommunale tjenester, der ligger i nærmiljøet.

### Oslo Centrum
Området omkring Karl Johans Gate, Slottet og Oslo Sentralstasjon udgør Oslo Centrum. Administrationen af fylke og kommune ligger også i bydelen Oslo Centrum.

### Venskabsbyer og -regioner
Oslo har følgende venskabsbyer og -regioner: Göteborg i Sverige, Shanghai i Kina, Vilnius i Litauen, Slesvig-Holsten i Tyskland, Sankt Petersborg i Rusland, provinshovedstaden Mbombela og Mpumalanga-provinsen i Sydafrika og Reykjavík på Island.

## Transport
I Oslo har Samferdselsetaten ansvaret for den langsigtede trafik- og vejplanlægning, trafiksikkerheden samt planlægning af tiltag for fremme af den kollektive trafik.

### Vejnet
Vejnettet i Oslo er udbygget med tre ringveje for at aflaste indre bys gader for gennemgangstrafik: Ring 1, Ring 2 og Ring 3 (Store Ringvej). Endvidere forløber E18 i en tunnel under bykernen, mens E6 går igennem flere af de østlige bydele.

### Den kollektive trafik
Kollektiv trafik indenfor Oslos grænser administreres hovedsagelig af Ruter. Tilbuddet består af et net med næsten 80 linjer i form af undergrundsbane, sporvogn, bus og skib. Desuden driver Ruter en række bus- og skibsruter til og fra områderne rundt om Oslo.

### Lufthavne
- Oslo-Gardermoen Lufthavn (OSL)
- Torp Lufthavn (TRF)

### Færger
Oslo har den mest omfattende udenlandske færgetrafik blandt de norske byer.
Color Line sejler til Kiel (Tyskland) dagligt. Til Danmark har DFDS daglige afgange til København, og Stena Line til Frederikshavn.

## Religion
Den norske kirkes (statskirkens) bispesæde Oslo omfatter foruden Oslo kommune også de to vestlige Akershus-kommunene Asker og Bærum. I Oslo kommune ligger fem af bispedømmets seks territorialprovstier: Domprovstiet, Søndre Aker, Østre Aker, Nordre Aker og Vestre Aker.
Andre lutherske trossamfund er også repræsenterede i hovedstaden som Den evangelisk-lutherske frikirke og Det evangelisk-lutherske kirkesamfund.

### Kirker
- Oslo Domkirke er hovedkirke for Oslo bispedømme og menighedskirke for Oslo centrum.
- Gamle Aker kirke er den ældste bygning i det nuværende Oslo.

### Andre kristne trossamfund
I Oslo er det også organiserede menigheder tilhørende blandt andet adventister, den anglikanske kirke, baptistsamfundet, de frie evangeliske forsamlinger, den katolske kirke, kvækerne, Metodistkirken, Missionsforbundet, Den nordisk katolske kirke, Den nyapostoliske kirke, Den ortodokse kirke i Norge, Pinsebevægelsen, Den russisk-ortodokse kirke og flere frie menigheder som Oslo Vineyard og Oslo Kristne Senter.
De største kirkesamfund er Den katolske kirke og Pinsebevægelsen.

### Ikke-kristne trossamfund
Mange Osloborgere tilhører ikke-kristne trossamfund. Pr 1. januar 2004 fandtes der i Oslo og Akershus:
- 59.846 muslimer i 39 menigheder
- 9.492 buddhister i 5 menigheder

I SSB's statistik over medlemmer i tros- og livssynssamfund uden for Den norske kirke Arkiveret 18. december 2007 hos  Wayback Machine fra 2006 benyttes en anden tællemåde. Ifølge denne statistik er der i Oslo i alt 89.313 medlemmer, som er registreret i andre trossamfund, medregnet 57 bosat i udlandet. De forskellige trosretninger fordeler sig på følgende i Oslo:
- 2.441: buddhisme
- 33.895: islam
- 33.229: kristendom
- 3.228: anden religion
- 16.520: livssyn (ikke-religiøse, hovedsagelig Human-Etisk Forbund)

## Erhvervsliv
Oslo er et administrationscentrum for private og offentlige virksomheder inden for handels- og serviceerhvervene. Størstedelen af tidligere tiders industri, som bl.a. befandt sig ved Aker Brygge, Akerselven og Alnaelven, er i dag nedlagt.
Oslo er i 2007 kåret til verdens dyreste by (det er sket før). Men en række andre europæiske byer nærmer sig Oslo. Undersøgelsen fra britiske Economist Intelligence Unit (EIU), som tager udgangspunkt i prisniveauet i New York, viser at Oslopriserne ligger 32 procent højere, fulgt af Paris (+ 30 procent), København (+ 26 procent) og London (+ 25 procent).
Byen er også hjemsted for Oslo Børs, som blev oprettet i 1819. Udviklingen på børsen følger i høj grad udenlandske børser som NYSE i New York og FTSE i London, men er særlig følsom over for ændringer i olieprisen.
I 2008 åbnede shoppingcentret Oslo City nær Oslo Sentralstasjon i det centrale Oslo, ikke langt fra Norges højeste bygning, hotellet Oslo Plaza (Radisson SAS Plaza Hotel).

### Uddannelse
Oslo er vært for en lang række forskellige universiteter og professionshøjskoler. Universitetet i Oslo (UiO) er landets største og ældste og blev grundlagt i 1811. UiO holder til flere steder i byen med hovedcampus i Blindern- og Gaustad-området. Universitetet har ca. 28.000 studerende og ca. 7.000 videnskabelige ansatte (2018) og ledes fra 2017 af rektor Svein Stølen.
Oslomet – storbyuniversitetet, tidligere Høgskolen i Oslo og Akershus, fik universitetsstatus i 2018 og holder til i Pilestredet i Oslo, Kjeller i Lillestrøm og Sandvika i Bærum. Universitetet satser specielt på professionsstudier og har over 20.000 studerende. Handelshøyskolen BI holder til i Nydalen og tilbyder økonomisk uddannelse på alle niveauer. Andre kendte institutioner for højere uddannelse i Oslo er Norges miljø- og biovitenskapelige universitet, Høyskolen Kristiania, Arkitektur- og designhøgskolen, Norges idrettshøgskole, Norges musikkhøgskole, MF vitenskapelig høyskole, VID vitenskapelige høgskole, Kunsthøgskolen, Krigsskolen og Politihøgskolen.
Oslo har en lang række videregående skoler i stort set alle dele af byen. Disse omfatter ca. 15.000 skolepladser fordelt på omkring 20 skoler. Op til halvdelen af pladserne på hver skole fordeles til søgere fra den region, skolen tilhører, mens den anden halvdel af pladserne tilfalder søgere fra hele byen, baseret på karakterer. Skoler i ydre by, som Ullern, Nordstrand, Lambertseter, Stovner, Persbråten og Bjørnholt, har mellem 82 og 87 procent optagne fra egen region, mens centrumskoler som Elvebakken, Fagerborg, Foss, Hartvig Nissen, Oslo Handelsgymnasium og Oslo katedralskole alle har ca. 50 % optagne fra egen region.
Der er store uligheder i Oslo, når det gælder rekrutteringen til videregående uddannelse. Elever med høj social baggrund vælger langt oftere et studieforløb, der leder til en videregående uddannelse, end elever med lav social baggrund. Siden 1990'erne har der imidlertid været en aftagende geografisk segregering, hvor elever fra østkanten og vestkanten i større grad end før går på samme skoler. Alligevel er det sådan, at elever fra vestkanten i ringe eller ingen grad ønsker at gå på østkantskolerne, mens elever fra østkanten ofte ønsker at gå på skoler på vestkanten.

## Kultur og underholdning

### Turisme
En række af Norges mest populære turistmål ligger i Oslo. Innovation Norge regner Frognerparken som Norges mest populære attraktion og anslår, at anlægget har mere end én million årlige besøgende. Alligevel er Frognerparken ikke med på Innovasjon Norges liste over de 50 mest besøgte attraktioner i Norge, da besøgstallene er usikre. Den ordinære top 50-liste toppes af Holmenkollbakken og Skimuseet, som havde 686.857 besøgende i 2006. Holmenkollbakken var en af de mest kendte hopbakker i verden og et landemærke i Oslo, før den blev revet ned i efteråret 2008 for at genopstå før VM i ski 2011.
På niendeplads er Vikingskibsmuseet på Bygdøy med 314.560 besøgende. Dette museum rummer arkæologiske skibsfund fra vikingetiden, Tuneskibet, Gokstadskibet og Osebergskibet og genstande fundet ved udgravningen af dem. På tolvtepladsen er Nasjonalgalleriet, et kunstmuseum med en særlig god samling af norsk nationalromantisk malerkunst og af Edvard Munchs billeder. På henholdsvis syttendepladsen og tyvendepladsen følger Frammuseet og Kon-Tiki Museet, som sammen med Norsk Søfartsmuseum udgør de tre kendte museer på Bygdøynes.
På 23. pladsen ligger Norsk Folkemuseum, landets største kulturhistoriske museum, og det eneste som har landsdækkende samlinger fra 1500-tallet og til i dag. På 24. pladsen ligger Akershus slot, en middelalderlig kongeborg og renæssanceslot omgivet af en bastionfæstning. Herudover er forlystelsesparken Tusenfryd med på listen på en fjerdeplads med 501.235 besøgende, selv om denne ligger lige udenfor bygrænsen i Ås kommune.
Tal fra 1999 viser at Oslo har 7,7 millioner overnatninger og over 700.000 daglige besøgende, noget som skaber en omsætning på cirka 10 milliarder kroner. De besøgendes forbrug skaber ca. 12.000 arbejdspladser, noget som svarer til 4,3 % af arbejdskraften i den private sektor i Oslo.
Alle landets michelinrestauranter ligger i Oslo, og dette tæller Maaemo med to stjerne og Fauna, Statholdergaarden og Ylajali med én stjerne hver.

### Kulturværn
Efter kulturminneloven er kulturminder fra oldtiden og middelalderen (indtil år 1537) samt stående bygninger fra før 1650 automatisk fredet. I Oslo gælder dette en stor mængde helleristninger, gravhøje, rester af miner og veje, bygningsruiner og lignende både i byen og i Marka. Af hele bygninger findes Gamle Aker kirke, dele af Akershus slot, de ældste bygninger i Kvadraturen og en del huse fra andre kanter af landet, som er flyttet til Norsk Folkemuseum på Bygdøy. Nogle af nutidens huse står på kjellere, som er fredet efter denne bestemmelse.
Hele den såkaldte murby, det vil sige bybebyggelsen opført før Kristianiakrakket i 1899, er af kommunen reguleret til bevaring. Derudover er flere bygninger og fasader i Oslo fredet af Riksantikvaren. Disse, og en række andre bygninger, er opført på Byantikvarens gule liste. Opførelserne på den gule liste er kategoriseret efter 3 kriterier: fredet, værnet (specialområde) og bevaringsværdig. Dette giver udtryk for, hvor stærkt de er beskyttet. Fredet er kategorien, som giver den stærkeste beskyttelse. Fredning vedtages i henhold til kulturmindeloven af staten ved Riksantikvaren. Kategorien værnet omfatter områder og bygninger, som kommunen har reguleret til specialområde for bevaring i henhold til plan- og bygningslovens § 25.6. Bevaringsværdig er kategorien af objekter, som kulturværnsmyndighederne og plan- og bygningsetaten kan tage særlige hensyn til, idet de betragtes som værneværdige uden at der er fattet noget formelt vedtag efter §§ 74.2 og 92 i plan- og bygningsloven. Per maj 2009 er der 11.722 objekter på den gule liste.
Akershus fæstning står opført med 54 objekter på den gule liste. De fleste blev betragtet som fredet ifølge et statsligt direktiv af 1934, men en del objekter er listeført så sent som 14. april 2004. I 2006 blev femten karréer på Grünerløkka områdefredet under betegnelsen Birkelunden kulturmiljø. Dette var det første bykulturmiljø i Norge som fik en sådan beskyttelse.
Eksempler på facade- eller skærmbevaring er Paleet shoppingsenter på Karl Johans gate 37–43. Ved fornyelsen, som blev fuldført i 1990, blev facaderne mod Karl Johans gate bevaret eller genrejst som kopier, mens hele indmaden i bygningerne blev revet ned og genrejst med moderne konstruktioner. Det samme er sket med det såkaldte Gyldendalhus på Sehesteds gate gate 4, hvor arkitekt Sverre Fehn står for nybygningen fra 2007 bag de gamle facader.
En del bygninger er flyttet til Folkemuseet. Flere mindre bolighuse i bjælkeværk eller bindingsværk kommer fra forstæderne Enerhaugen, Vaterland, Vålerenga og Hammersborg. Fra Kvadraturen kommer Garmanngårdens bagbygning (Hans Nilsen Hauges fængsel), Collettgården fra Kirkegata 16, Bokbindergården fra Tollbugata 14, Generalitetsgården fra Dronningens gate 15, lejegården fra Wessels gate 15 og flere andre.
Oslos fylkes tusindårssted er Middelalderbyen. Enkelte af bydelene har også sine egne tusindårssteder: Gamle Bydel Bjerke havde Økernparken, mens den tidligere Bydel Uranienborg-Majorstuen havde Valkyrie plass.

### Segl og flag
Oslo har ikke noget byvåben, men bruger byens segl fra middelalderen som officielt mærke.
Flere aftryk af det oprindelige segl fra ca. 1300 er bevaret. Det er cirkelrundt med en indskrift på latin, som fortæller, at det er osloborgernes mærke. Billedfeltet viser byens skytshelgen St. Hallvard med sine attributter – de tre pile han blev dræbt med og kværnstenen, som drabsmændene bandt rundt om hans hals for at sænke liget i Drammensfjorden. Ved hans fødder ligger en utydelig figur, som i tidens løb er blevet fejltolket. Den forestiller en kriger i ringbrynje og våbenskjorte, og billedet symboliserer Hallvards triumf over den onde fjende, han har besejret. St. Hallvard var byens seglmotiv gennem hele middelalderen og overlevede byens flytning og nyanlæg under navnet Christiania. I 1600-tallet fik byen et motto, som blev brugt som randindskrift på seglet: «Unanimiter et constanter» – enig og standhaftig. Men i senere versioner blev seglets indhold misforstået og fremstillet som en tronende kvinde – lykkens gudinde Fortuna eller den personificerede Christiania. I 1800-tallet genopdagede man, hvem hovedpersonen var, men nu var det figuren nederst, som blev fejltolket som den kvinde, Hallvard forsøgte at redde.
13. januar 1892 vedtog formandskabet i Kristiania en ny autoriseret udformning af seglet og kaldte det «byvåben». Her er kvinden ved Hallvards fødder anstændig påklædt. Ved byjubilæet i 1924 fik seglet (stadig fejlagtig kaldt våben) en ny officiel udformning, tegnet på byarkitektens kontor. Kvinden var fortsat med i billedet og nu helt nøgen. Denne udformning har Oslo kommune siden fastholdt, og den er senest stadfæstet af bystyret ved udarbejdelsen af «Designhåndbok for Oslo» i 1990'erne.
Ved jubilæet i 1924 indførte Oslo kommune også et byflag. Det fik fire vandrette striber – blåt, hvidt, blåt og hvidt. Farverne var formodentlig hentet fra byseglet, siden versionen fra 1892 ofte blev fremstillet i blåt og hvidt. Dette flag blev mærkeligt nok aldrig formelt vedtaget af bystyret, og der blev heller ikke søgt om godkendelse, sådan som lov av 29. juni 1933 om flagning på kommunens offentlige bygninger kræver. I 1996 blev den blå farve officielt normeret.
Ved det seneste byjubilæum i 2000 indførte kommunen et helt nyt flag. Dette viser byseglet fra 1924 i en mangefarvet udgave på blå dug, til forveksling svarende til flaget for ca. 20 af delstaterne i USA. Heller ikke dette flag er forelagt Riksarkivet, som er statens rådgivende organ for flagsager. Kommunen flager derfor ulovligt, idet loven kun tillader kommunen at flage med nationalflaget, det samiske flag eller «av Kongen godkjent by-, herreds- eller fylkesflagg». Kommunen kan for øvrigt ikke påregne at få sit nye flag godkendt, da det strider mod de retningslinjer, som staten har praktiseret siden 1930'erne.

### Teater og biograf
Bykernen har mange teatre og biografer. Colosseum Kino på Majorstua er verdens største THX-biograf.

### Priser
Oslo kommune uddeler
- Oslo bys kulturpris til en modtager årligt
- Oslo bys kunstnerpris til 4-5 modtagere årligt
- Oslo bys kulturstipend til mere end 30 modtagere årligt

Den Norske Nobelkomite uddeler
- Nobels Fredspris i Oslo Rådhus

## Seværdigheder
- Akershus slot og fæstning
- Frognerparken med Oslo Bymuseum, Vigelandsanlegget og Skøytemuseet[35] ved Frogner stadion
- Ekebergparken er en anden skulpturpark med mange kendte kunstnere repræsenteret
- Henie-Onstad kunstcenter, Bærum
- Holmenkollen
- Karl Johan
- Kon-Tiki-Museet, Bygdø
- Kongeslottet
- Marka
- Munchmuseet
- Nasjonalgalleriet
- Norsk Folkemuseum, Bygdø
- Operahuset i Oslo
- Oslo Rådhus, hvor Nobels fredspris uddeles
- Stortinget, parlamentets bygning
- Søfartsmuseet, Bygdø
- Tryvann Vinterpark (Skianlæg)
- Vikingskibshuset, Bygdø

## Idræt og friluftsliv
Oslo var værtsby for vinter-OL 1952. Bortset fra styrtløb, som fandt sted på Norefjell, blev alle øvelserne gennemført indenfor bygrænsen. Åbnings- og afslutningsceremonien blev holdt på Bislett Stadion, som i de senere år mest er kendt for sine årlige atletikstævner, Bislett Games, som indgår som en del af IAAF Golden League. I dag har Oslo flere skianlæg, blandt andet Tryvann Vinterpark for alpine discipliner.
På Holmenkollbakken har der været afholdt utallige verdensmesterskaber i nordiske discipliner, og i 2011 blev der for fjerde gang arrangeret ski-VM der.
En fodboldklub fra Oslo, Vålerenga, spiller i Eliteserien i Norge. Vålerenga bruger Ullevaal Stadion som hjemmebane. Ullevaal Stadion er Norges største fodboldstadion og bliver også brugt som Norges landsholdsarena i fodbold.
Efter først at være rykket ned til 1. divisjon gik den tidligere eliteserieklub Lyn konkurs i 2010.
Oslo er endvidere værtsby for verdens største fodboldturnering, Norway Cup, som bliver gennemført hvert år i starten af august.
Oslo er en speciel hovedstad med sine parker, Oslomarka, friluftsområder og beliggenhed ved fjorden, og tilbyder mange faciliteter:
- Holmenkollen er en af de mest besøgte turistattraktioner i landet.
- Bislett Stadion er internationalt anerkendt i idrætssmiljøet for atletik.
- Korketrekkeren er Oslos mest kendte kælkebakke.
- Tryvann Vinterpark, der er Norges femtestørste skianlæg.
- Ullevaal Stadion er Norges landsholdsarena i fodbold med plads til 25.000 tilskuere.
- Valle Hovin er et idræts- og koncertstadion med plads til 40.000 mennesker.
- Frognerparken med Vigelandsanlegget